# Amedeo Bellini
Amedeo Bellini (Milano, 24 dicembre 1940) è uno storico dell'architettura e restauratore italiano, teorico della conservazione architettonica.

## Biografia
Laureato in Architettura al Politecnico di Milano nel 1965 con una tesi in Restauro dei monumenti (relatrice Liliana Grassi), Bellini ha intrapreso fin da principio la carriera accademica divenendo nel 1966 assistente volontario e nel 1968 assistente di ruolo di Restauro dei monumenti presso la Facoltà di Architettura del Politecnico di Milano; in questo periodo alla attività di ricerca e didattica ha affiancato l'attività progettuale.
Nel 1972 è diventato professore incaricato di Restauro dei monumenti al Politecnico di Milano e successivamente di Caratteri stilistici costruttivi dei monumenti alle Facoltà di Architettura di Pescara (1973-74) e Milano (1974-76).
Nel 1980 ha vinto il concorso per la cattedra di Restauro dei monumenti e ha compiuto il periodo di straordinariato presso lo IUAV di Venezia. Nel 1983 è tornato al Politecnico di Milano dove ha ricoperto (fino al pensionamento avvenuto al termine dell'anno accademico 2010-11) l'incarico di professore ordinario. Presso il Politecnico di Milano ha inoltre fondato e diretto fino al 2012 la Scuola di specializzazione in Restauro dei Monumenti, ora Scuola di specializzazione in Beni Architettonici e del Paesaggio. Il 17 gennaio 2012 il Politecnico di Milano ha ospitato la sua Lectio Magistralis.
Nel 1985 Amedeo Bellini ha fondato assieme a Guido Biscontin e Tiziano Mannoni il convegno Scienza e Beni Culturali, giunto nel 2014 alla 30ª edizione; ha inoltre fondato nel 1993 e diretto fino alla cessazione (avvenuta nel 2003) la rivista di restauro TeMA. Tempo, materia, architettura.
Negli ultimi anni ha svolto ad attività di consulenza o di progettazione per gli interventi di restauro di alcuni importanti monumenti, tra i quali:
- I chiostri bramanteschi di Sant'Abbondio a Cremona.
- Il Torrazzo di Cremona.
- L'edificio del Conservatorio e museo donizettiano di Bergamo.
- Il mastio del Castello di Vigevano.
- La chiesa di Sant'Agostino in Bergamo.
- L'oratorio di San Gregorio in Monza nel 1976.
- Il mastio del Castello di Pagazzano.
- La Villa Visconti d'Aragona a Sesto San Giovanni nel 1981[5].

## Il contributo alla cultura dellaconservazione
L'approccio metodologico all'intervento sul costruito di Bellini è improntato alla massima conservazione del dato materiale, visto come documento primario e imprescindibile per la conoscenza dell'edificato nella sua autenticità e nelle sue molteplici valenze storiche e artistiche.
(Amedeo Bellini, Definizione di Restauro in B. Paolo Torsello, Che cos'è il restauro? Nove studiosi a confronto, Marsilio, Venezia, 2005)
Bellini rifiuta il giudizio di valore estetico o storico come strumento di selezione del costruito, anteponendo giudizi di natura tecnica ed "etica", questi ultimi connessi alla limitatezza delle risorse economiche da destinare alla conservazione. Rifiuta inoltre gli interventi di ripristino e reintegrazione mimetica, attribuendo al nuovo intervento il carattere di ulteriore stratificazione nel palinsesto dell'edificio.
L'insegnamento di Bellini ha orientato generazioni di studenti e di architetti verso la lettura della fabbrica edilizia come somma di segni fisici considerati come la traduzione tangibile di vissuti e di esperienze, dei modi stessi con cui l'edificio è stato interpretato ed esperito. I risvolti etici di tale atteggiamento, lontani da teorie precostituite, consentono un approccio più paziente e umile al costruito, più attento a cogliere le disomogeneità non come elementi turbativi di una presunta unità formale, ma come elementi di potenziale ricchezza conoscitiva e di suggestione estetica. Con un conseguente risvolto operativo orientato a non privilegiare fasi cronologiche o elementi ritenuti più significativi rispetto ad altri, ma a misurare le inevitabili trasformazioni sulla base delle esigenze oggettive connesse alle "imprescindibili necessità vitali".

## Opere
Amedeo Bellini è autore di numerosi saggi di storia e critica dell'architettura e di teoria e storia del restauro pubblicati in riviste specializzate e monografie; è inoltre stato autore o curatore di opere monografiche.

### Curatele e opere monografiche
- Amedeo Bellini, L'oratorio monzese di San Gregorio: storia e restauri. Monza, Tip. Sociale, 1976.
- Amedeo Bellini, Filippo Juvara e Benedetto Alfieri autori della Galleria detta del Beaumont nel Palazzo reale di Torino, Torino, Soprintendenza per i Beni artistici e storici del Piemonte, 1977.
- Amedeo Bellini, Il restauro architettonico, in M. Valsecchi, R. Bossaglia, A. Carandini, G. Pucci, A. Bellini, La difesa del patrimonio artistico, Milano, Mondadori, 1978.
- Amedeo Bellini, Benedetto Alfieri, Milano, Electa, 1978.
- Amedeo Bellini, Marco Dezzi Bardeschi, Alberto Grimoldi, Giuliana Ricci, Viollet-le-Duc. L'architettura del desiderio, Milano, Dipartimento per la Conservazione delle Risorse Architettoniche e Ambientali, 1980.
- Amedeo Bellini, Alessandro Capra, ingegnere cremonese del '600 e trattatista di architettura civile, Cremona, Biblioteca Statale di Cremona, 1982.
- Amedeo Bellini, Palazzo Ghilini di Alessandria, Alessandria, Edizioni dell'Orso, 1983.
- Amedeo Bellini (a cura di), Tecniche della conservazione, Milano, F. Angeli, 1986 (1ª edizione).
- Amedeo Bellini, Paolo L. Parrini (a cura di), La conservazione del cotto: tendenze di ricerca e sperimentazione, Milano, Clup, 1989.
- Amedeo Bellini, Mario Manieri Elia, Valeriano Pastor, Maria Luisa Scalvini, Restauro architettonico: il tema dell'uso, (a cura di Nullo Pirazzoli), Ravenna, Essegi, 1990.
- Amedeo Bellini, Annapaola Canevari, Luca Marescotti (a cura di), Territorio dei beni culturali piano. Censimento dei beni architettonici: un esperimento in Lombardia, Firenze, Alinea, 1995.
- Amedeo Bellini, Giuseppe Fiengo, Stefano Della Torre (a cura di), La parabola del restauro stilistico nella rilettura di sette casi emblematici, Milano, Guerini, 1995.
- Amedeo Bellini, La figura di Luca Beltrami nell'architettura lombarda del secondo Ottocento, Milano, Biblioteca Civica d'Arte, 2000.
- Amedeo Bellini, Conservazione dei monumenti in Lombardia: 1892-1906, Milano, Civica Biblioteca d'arte, 2000.
- Amedeo Bellini, Tito Vespasiano Paravicini, Milano, Guerini studio, 2000.
- Amedeo Bellini, Il fondo di carte e libri "Raccolta Beltrami" nella Biblioteca d'Arte del Castello Sforzesco di Milano, Milano, Comune di Milano, 2006.
- Amedeo Bellini, Le carte di Luca Beltrami. Un architetto attraverso il suo archivio, Milano, Comune di Milano, 2008.
- Amedeo Bellini, Giacomo Boni e il restauro architettonico. Un caso esemplare: la Cattedrale di Nardò. Atteggiamenti pratici, valutazioni storiche, estetiche e politiche, tra John Ruskin e Luca Beltrami, Roma, Ginevra Bentivoglio Editoria, 2013.
- Amedeo Bellini, Il fondo di carte e libri di Tito Vespasiano Paravicini presso la biblioteca Ambrosiana di Milano, Roma, Bulzoni, 2013.